# Eugeniusz Popowicz
Eugeniusz Mirosław Popowicz  (ur. 12 października 1961 w Człuchowie) – polski duchowny katolicki obrządku bizantyjsko-ukraińskiego, doktor prawa kanonicznego Kościołów Wschodnich, biskup pomocniczy przemysko-warszawski 2013–2015, arcybiskup metropolita przemysko-warszawski od 2015.

## Życiorys
Urodził się 12 października 1961 w Człuchowie. W latach 1981–1986 odbył studia teologiczne w Wyższym Seminarium Duchownym w Lublinie. Wyświęcony na diakona został 14 października 1986 przez arcybiskupa Myrosława Marusyna, sekretarza Kongregacji ds. Kościołów Wschodnich, który 17 października 1986 w Stargardzie Szczecińskim udzielił mu również święceń prezbiteratu. W latach 1988–1993 kontynuował studia w zakresie wschodniego prawa kanonicznego w Papieskim Instytucie Wschodnim w Rzymie, które ukończył z doktoratem.
W latach 1986–1988 pracował jako wikariusz w parafiach w Elblągu i Pasłęku. Od 1993 do 1995 był wikariuszem sądowym w Metropolitalnym Sądzie Kościelnym we Lwowie oraz wykładowcą w miejscowym Wyższym Seminarium Duchownym. W latach 1995–1996 pełnił funkcje proboszcza parafii w Górowie Iławeckim i Lelkowie, równocześnie piastując stanowisko wikariusza biskupiego. Od 1996 do 2013 był proboszczem parafii archikatedralnej w Przemyślu i wikariuszem generalnym (protosyncellusem) archieparchii przemysko-warszawskiej. Został włączony w skład rady kapłańskiej, kolegium konsultorów i rady ekonomicznej. Został redaktorem „Przemyskich Archidiecezjalnych Wiadomości” i wszedł w skład kolegium redakcyjnego miesięcznika „Błahowist”. W 1995 otrzymał godność protojereja, a w 1996 tytuł mitrata. Został mianowany kanonikiem kapituły przemyskiej, w której objął funkcję prepozyta.
4 listopada 2013 papież Franciszek mianował go biskupem pomocniczym archieparchii przemysko-warszawskiej ze stolicą tytularną Horrea Coelia. Chirotonię biskupią otrzymał 21 grudnia 2013 w soborze św. Jana Chrzciciela w Przemyślu. Konsekrował go arcybiskup Swiatosław Szewczuk, zwierzchnik Ukraińskiego Kościoła Greckokatolickiego, któremu asystowali Jan Martyniak, arcybiskup metropolita przemysko-warszawski, i Włodzimierz Juszczak, biskup eparchialny wrocławsko-gdański. Jako dewizę biskupią przyjął słowa „Гдь просвѣщенїе мое и спаситель мой, кого убоюся” (Pan światłem i zbawieniem moim, kogóż mam się lękać?) z Psalmu 27.
7 listopada 2015 papież Franciszek mianował go arcybiskupem metropolitą archieparchii przemysko-warszawskiej. 19 grudnia 2015 odbył ingres do soboru archikatedralnego w Przemyślu i kanonicznie objął rządy w archieparchii. 25 listopada 2020 został mianowany administratorem apostolskim nowo ustanowionej eparchii olsztyńsko-gdańskiej do czasu jej objęcia przez jej pierwszego biskupa, co nastąpiło 23 stycznia 2021.
W ramach Konferencji Episkopatu Polski wszedł w skład Rady Prawnej.
W 2021 był współkonsekratorem podczas chirotonii biskupa eparchialnego olsztyńsko-gdańskiego Arkadiusza Trochanowskiego.

## Odznaczenia
W 2019 został wyróżniony Medalem 100-lecia Odzyskania Niepodległości.